# Chloroclystis speciosa
Chloroclystis speciosa là một loài bướm đêm trong họ Geometridae.